# 306 f.Kr.
| 306 f.Kr.          |
| ------------------ |
| Dødsfald - Fødsler |

## Begivenheder

### Efter sted

#### Syrien
- Antigonus I Monophthalmus udråber sig til konge i Lilleasien og det nordlige Syrien, hvorved Antigonid-dynastiet påbegyndes. Han udnævner sin søn Demetrius til konge og medregent.[1]